# Xiên lình
Xiên lình là một hình thức của Shaman giáo trong tín ngưỡng thờ Đức Thánh Trần (Hưng Đạo Đại Vương Trần Quốc Tuấn), sử dụng lình (một cây sắt nhọn) để đâm xuyên qua má mà không chảy một giọt máu nào. Thầy đồng là người thực hiện hình thức này trong hầu đồng. Tuy nhiên, xiên lình bị một số người coi là một trong những hình thức mê tín, công cụ của những người hành nghề trục lợi và đều có sự dàn xếp trong mỗi buổi diễn.